# Inspektorat Kalisz Armii Krajowej
Inspektorat Kalisz Armii Krajowej – terenowa struktura Okręgu Łódź Związku Walki Zbrojnej / Armii Krajowej.

## Historia
Po klęsce we wrześniu 1939 w wojnie z Niemcami, w ramach Okręgu Łódź konspiracyjnego Związku Walki Zbrojnej (późniejsza Armia Krajowa), zimą 1939/1940 powstał Inspektorat Kalisz. 
Inspektorat Kalisz nie posiadał jednostek taktycznych, jego aktywność była skierowana przede wszystkim na działania wywiadowcze. Inspektorat m.in. ściśle współpracował z placówką Wydziału Wywiadu Ofensywnego Komendy Głównej AK (kryptonim „Stragan”, „Lombard”) kierowaną przez Alfreda Nowackiego ps. „Piąty”.
Pierwszym komendantem Inspektoratu (ze stanowiskiem inspektora rejonowego ZWZ/AK) został porucznik Emil Sztark, a po jego aresztowaniu 6 lutego 1941 podporucznik Wiesław Laskowski. Po zdekonspirowaniu, w październiku 1941 Laskowski został przeniesiony do Wydziału Łączności Komendy Głównej ZWZ, a pełniącym obowiązki inspektora rejonowego został ppor. Zbigniew Kutnik, także aresztowany 4 czerwca 1943.
Wiosną i latem 1942 Inspektorat Rejonowy Kalisz został rozbity na skutek masowych aresztowań (objęły one ponad 170 osób) dokonanych przez niemieckie gestapo. Po tym okresie Inspektorat już nie funkcjonował, a jego poszczególne obwody zostały organizacyjnie podporządkowane innym strukturom AK: obwód Kalisz do Inspektoratu Sieradz-Wieluń, następnie do Inspektoratu Ostrów Wlkp. w Okręgu Poznań; obwód Konin do Inspektoratu Koło; z kolei obwód Turek został opanowany przez NOW. 
Kaliski Inspektorat Rejonowy, a po jego likwidacji również Obwód Kalisz, był przedmiotem sporów kompetencyjnych między dowództwami ZWZ/AK w Łodzi oraz w Poznaniu.
Działalność akowskiej konspiracji w Kaliszu jest osią fabuły powieści „Niemra” (wyd. 2011) Arkadiusza Pacholskiego.

## Komendanci
- porucznik Emil Sztark ps. „Mocny”
- podporucznik Wiesław Laskowski ps. „Sławek”
- podporucznik Zbigniew Kutnik ps. „Zbyszek” (p.o.)

## Skład organizacyjny
- obwód Kalisz (kryptonim „Wyspa”)
- obwód Konin („Grzywa”)
- obwód Turek („Derwisz”)